# Masakra dzieci żydowskich w Białej Cerkwi
Masakra dzieci żydowskich w Białej Cerkwi – zbiorowy mord na blisko 90 żydowskich dzieciach i niemowlętach z Białej Cerkwi, dokonany w dniu 22 sierpnia 1941 roku przez ukraińskich milicjantów na służbie niemieckiej, dowodzonych przez funkcjonariuszy Einsatzgruppen. Mord na żydowskich dzieciach poprzedziła nieudana próba powstrzymania masakry podjęta przez ppłk. Helmutha Groscurtha – oficera Wehrmachtu, a zarazem członka konspiracji antyhitlerowskiej.

## Wymordowanie żydowskiej społeczności Białej Cerkwi
Biała Cerkiew została zajęta przez oddziały Wehrmachtu w dniu 16 lipca 1941 roku. W ślad za oddziałami regularnej armii do miasta wkroczyło wkrótce niewielkie komando SS (tzw. Teilkommando), kierowane przez SS-Obersturmführera Augusta Häfnera. Oddział ten był częścią tzw. Einsatzgruppe C – jednej z czterech specjalnych grup operacyjnych niemieckiej policji bezpieczeństwa i służby bezpieczeństwa, które operowały na tyłach frontu wschodniego z zadaniem mordowania Żydów, komunistów oraz wszelkich innych osób uznawanych przez nazistów za „niepożądane” bądź stanowiące zagrożenie dla niemieckiego panowania. W skład Teilkommando Häfnera wchodzili funkcjonariusze Einsatzgruppe C, pluton żołnierzy Waffen-SS oraz oddział pomocniczy złożony z ukraińskich kolaborantów.
Häfner i jego ludzie w krótkim czasie wymordowali niemal wszystkich dorosłych Żydów w Białej Cerkwi. Podchorąży Wehrmachtu, który miał okazję obserwować dokonywane przez Teilkommando masakry, zeznał później, że tylko podczas sześciu egzekucji, których był świadkiem, komando Häfnera zamordowało od 800 do 900 Żydów. Liczba wszystkich zamordowanych była prawdopodobnie nawet większa.
Początkowo Häfner kazał jednak oszczędzać żydowskie dzieci. Prawdopodobnie nie dotarły do niego jeszcze rozkazy mówiące o zabijaniu wszystkich Żydów bez względu na wiek i płeć, bądź obawiał się o morale swoich żołnierzy. Żydowskie dzieci odbierano więc mordowanym rodzicom i zamykano w opuszczonym budynku przy głównej drodze na końcu miasta – bez żadnego nadzoru dorosłych, bez wody i pożywienia. W drugiej połowie sierpnia uwięzionych było tam już około 90 żydowskich sierot – dzieci i niemowląt – spośród których najstarsze miało zaledwie 7 lat.

## Nieudana interwencja Groscurtha

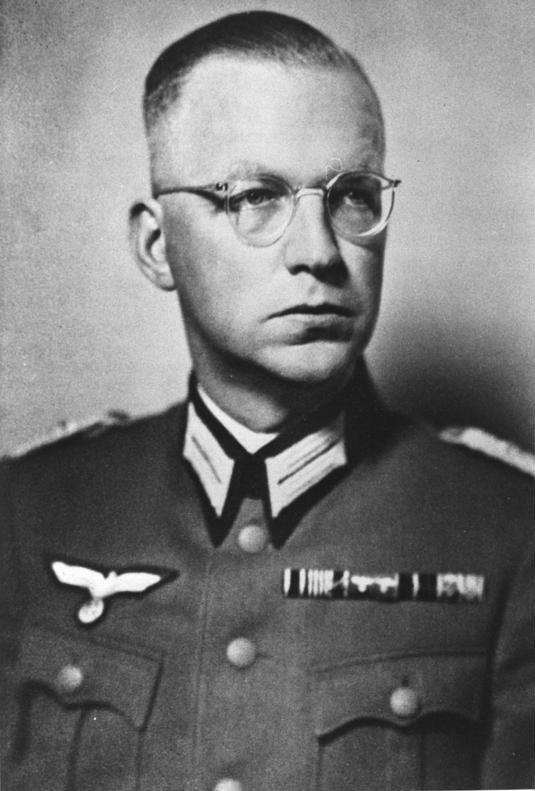
Helmuth Groscurth

20 sierpnia 1941 roku kilku żołnierzy Wehrmachtu, których uwagę zwrócił dobiegający z budynku płacz dzieci, poinformowało o całej sprawie dwóch kapelanów wojskowych – katolickiego i protestanckiego. Duchowni postanowili zbadać sprawę osobiście i doznali wstrząsu na widok stanu dzieci i warunków, w jakich były więzione. Kapelani przekonani, iż cała sytuacja jest wynikiem samowolnego działania ukraińskich kolaborantów, donieśli o wszystkim dowódcy swojego oddziału, który udał się wraz z nimi do budynku, a następnie odesłał ich do dowódcy obszaru tyłowego. Ponieważ nie udało się go odnaleźć, obaj duchowni uzgodnili, że najwyższym rangą dowódcą w okolicach Białej Cerkwi jest dowódca 295. Dywizji Piechoty, po czym udali się do kapelanów owej dywizji. Czterej duchowni wspólnie udali się do miejsca, gdzie więziono dzieci. Jeden z kapelanów 295. Dywizji Piechoty napisał później w raporcie:

Dzieci siedziały lub leżały na podłodze pokrytej fekaliami. Większość dzieci, z których część była półnaga, obsiadały muchy. Kilkoro starszych dzieci […] zdrapywało tynk ze ścian i jadło go […] Panował straszny smród. Mniejsze dzieci, zwłaszcza te kilkumiesięczne, cały czas płakały.

Kapelani udali się natychmiast do sztabu dywizji, gdzie spotkali ppłk. Helmutha Groscurtha – oficera Abwehry i członka konspiracji antyhitlerowskiej. Ten udał się szybko we wskazane miejsce, gdzie również dostał wstrząsu na widok warunków, w jakich przetrzymywano dzieci. Od spotkanego przypadkiem na miejscu podoficera SS Groscurth usłyszał, że sieroty zostaną wkrótce rozstrzelane. Miejscowy dowódca obszaru tyłowego Wehrmachtu potwierdził tę informację. W międzyczasie pojawił się Häfner, który zwrócił się do podpułkownika z pretensjami, iż ten bezprawnie opóźnia likwidację dzieci.
Groscurth nakazał, za zgodą dowódcy dywizji, natychmiast wstrzymać egzekucję oraz otoczyć budynek kordonem wojska i użyć siły, gdyby esesmani próbowali zabrać dzieci. Rozkazał również podać dzieciom wodę i pożywienie. Groscurth sporządził następnie pisemny raport, który wysłał do dowództwa niemieckiej 6. Armii.

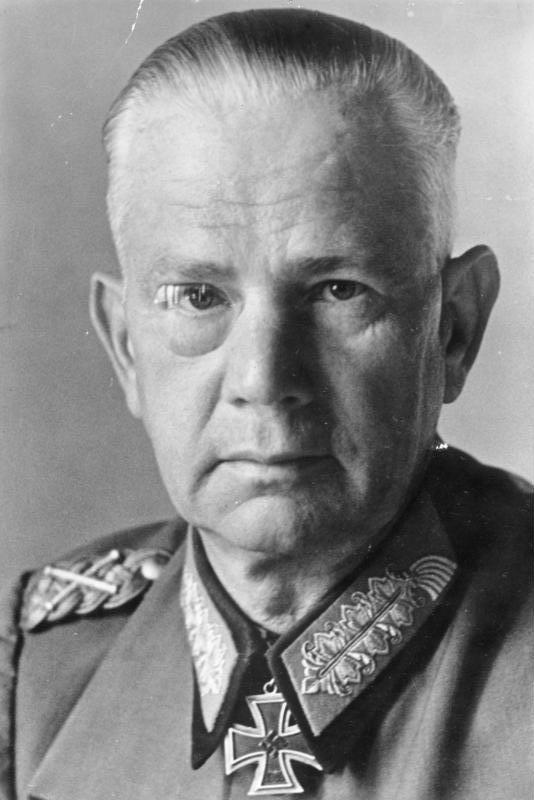
Feldmarszałek Walter von Reichenau

Nazajutrz, 21 sierpnia, doszło do konferencji z udziałem przedstawicieli Wehrmachtu i SS. Po ostrej dyskusji przybyły na spotkanie przełożony Häfnera, SS-Standartenführer Paul Blobel, poinformował zebranych, iż rozkaz likwidacji żydowskich dzieci z Białej Cerkwi zatwierdził dowódca 6. Armii, feldmarszałek Walter von Reichenau, który reprezentował najwyższą władzę wojskową na tym terenie. Groscurth początkowo nie chciał w to uwierzyć, lecz musiał ustąpić, gdy słowa Blobla potwierdził obecny na miejscu przedstawiciel dowództwa 6. Armii. Egzekucję dzieci zaplanowano więc na dzień następny.
Interwencja w obronie żydowskich sierot skończyła się dla Groscurtha reprymendą od samego feldmarszałka von Reichenaua. Dowódcę 6. Armii dotknął w szczególności fragment raportu Groscurtha, w którym podpułkownik porównał działania SS do metod sowieckich. Feldmarszałek określił tę opinię jako: „wysoce niesłuszną, niewłaściwą i świadczącą o wyjątkowej impertynencji”. Von Reichenau postarał się również, aby Groscurth przeczytał to oświadczenie, każąc mu je podpisać. Do głębi oburzony podpułkownik napisał później w liście do żony: „Nie możemy i nie powinniśmy wygrać tej wojny”.

## Mord na żydowskich dzieciach

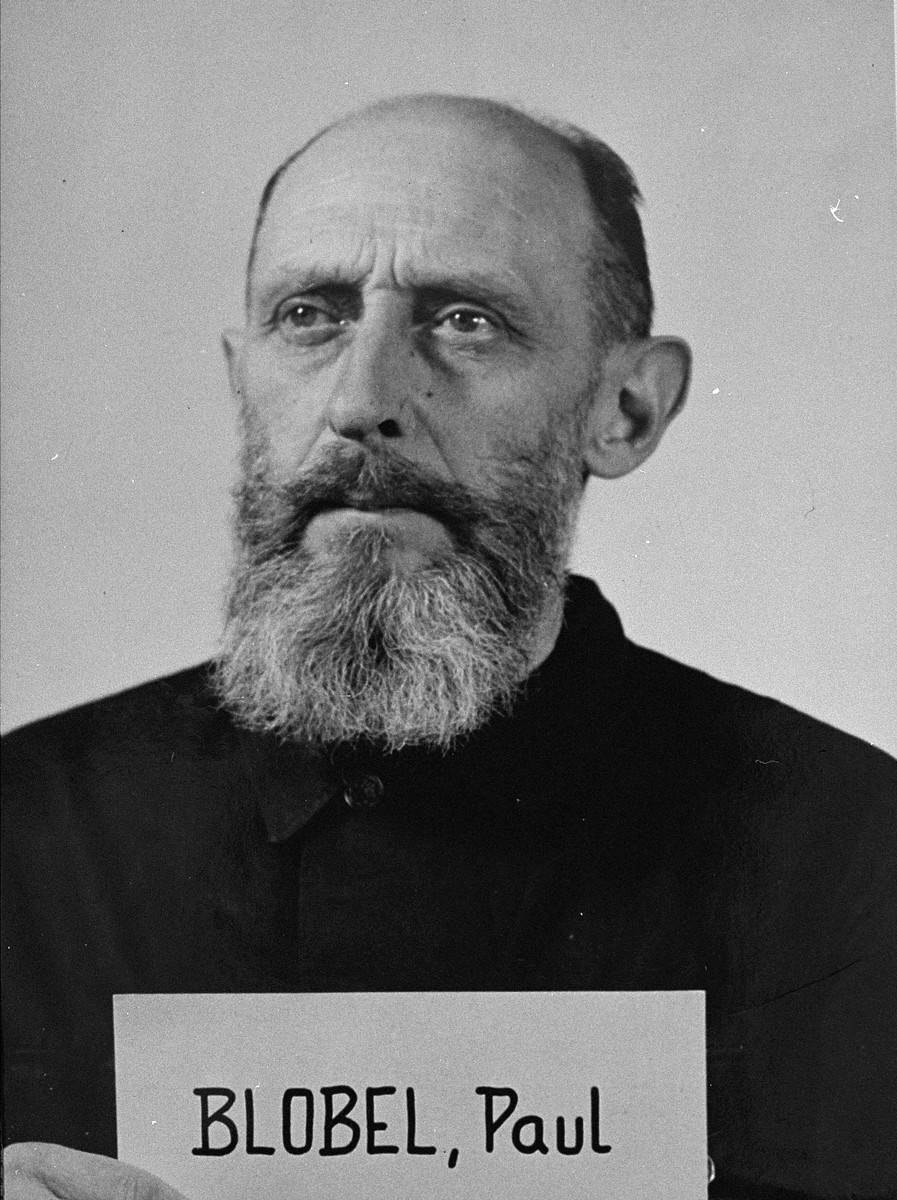
Paul Blobel

Po zakończeniu sporu z Wehrmachtem funkcjonariusze Einsatzgruppe rozpoczęli przygotowania do egzekucji sierot. Häfner wzdragał się jednak przed wydaniem swoim ludziom rozkazu zabicia dzieci, obawiając się, że wywrze to fatalny wpływ na ich psychikę i morale. Po kilkudziesięciominutowej ostrej dyskusji z Blobelem zdecydowali wreszcie, iż dzieci zostaną rozstrzelane przez podległych Häfnerowi ukraińskich kolaborantów. 
22 sierpnia, w godzinach popołudniowych, dzieci zostały wywiezione poza miasto w przyczepie ciągniętej przez traktor i rozstrzelane nad mogiłą w lesie, którą wykopali wcześniej żołnierze Wehrmachtu.

Ukraińcy nie celowali w jakieś konkretne części ciała. Wpadały do grobu. Strasznie płakały. Nie zapomnę tego do końca życia. Nie mogłem tego znieść. Szczególnie pamiętam małą dziewczynkę o jasnych włosach, która chwyciła mnie za rękę. Też ją potem zastrzelono – zeznanie Augusta Häfnera.

## Epilog
Po kapitulacji 6. Armii pod Stalingradem Helmuth Groscurth trafił do niewoli sowieckiej. W kwietniu 1943 roku zmarł na tyfus plamisty w obozie jenieckim. Po wojnie wydano jego dzienniki odnalezione w latach 60., zawierające opisy działalności opozycji antyhitlerowskiej w kręgach Abwehry i Wehrmachtu, w tym m.in. informacje na temat zamachu na Adolfa Hitlera, planowanego we wrześniu 1938 roku.
Paul Blobel został po wojnie schwytany przez aliantów i w procesie Einsatzgruppen skazany na śmierć przez powieszenie. Wyrok wykonano 7 czerwca 1951 roku w twierdzy Landsberg. August Häfner został skazany w 1973 roku przez sąd w zachodnioniemieckim Darmstadt na karę 8 lat pozbawienia wolności.